# Sound Blaster

Sound-Blaster-Logo um 1995

Sound Blaster ist der Name einer Reihe von Soundkarten, die seit 1989 von dem singapurischen Unternehmen Creative Technology (auch: Creative Labs) hergestellt wird. Anfang der 1990er waren Sound-Blaster-Karten Marktführer in ihrem Segment und bildeten den De-facto-Standard für Soundkarten unter PC-kompatiblen-DOS-Rechnern. Mit der zunehmenden Verbreitung von Microsoft Windows auch im PC-Spiele-Bereich, endete die Dominanz der Sound Blaster aufgrund der einheitlichen Gerätetreiber-Architektur des Betriebssystems, die den Quasi-Standard von Creative obsolet machte und anderen Herstellern den Zugang zum Marktsegment der Soundkarten erleichterte. Die Sound-Blaster-Technologie wurde dennoch über die Jahre stetig weiterentwickelt.
Creative produziert heute eine Palette von Produkten unter dem Sound-Blaster-Namen, die interne Steckkarten für Windows-basierte PCs sowie externe Geräte, die für bestimmte Einsatzgebiete, wie Videokonferenzen, Computerspiele oder Abmischung, ausgelegt sind, beinhaltet.

## Geschichte

### Creative Music System (1987)

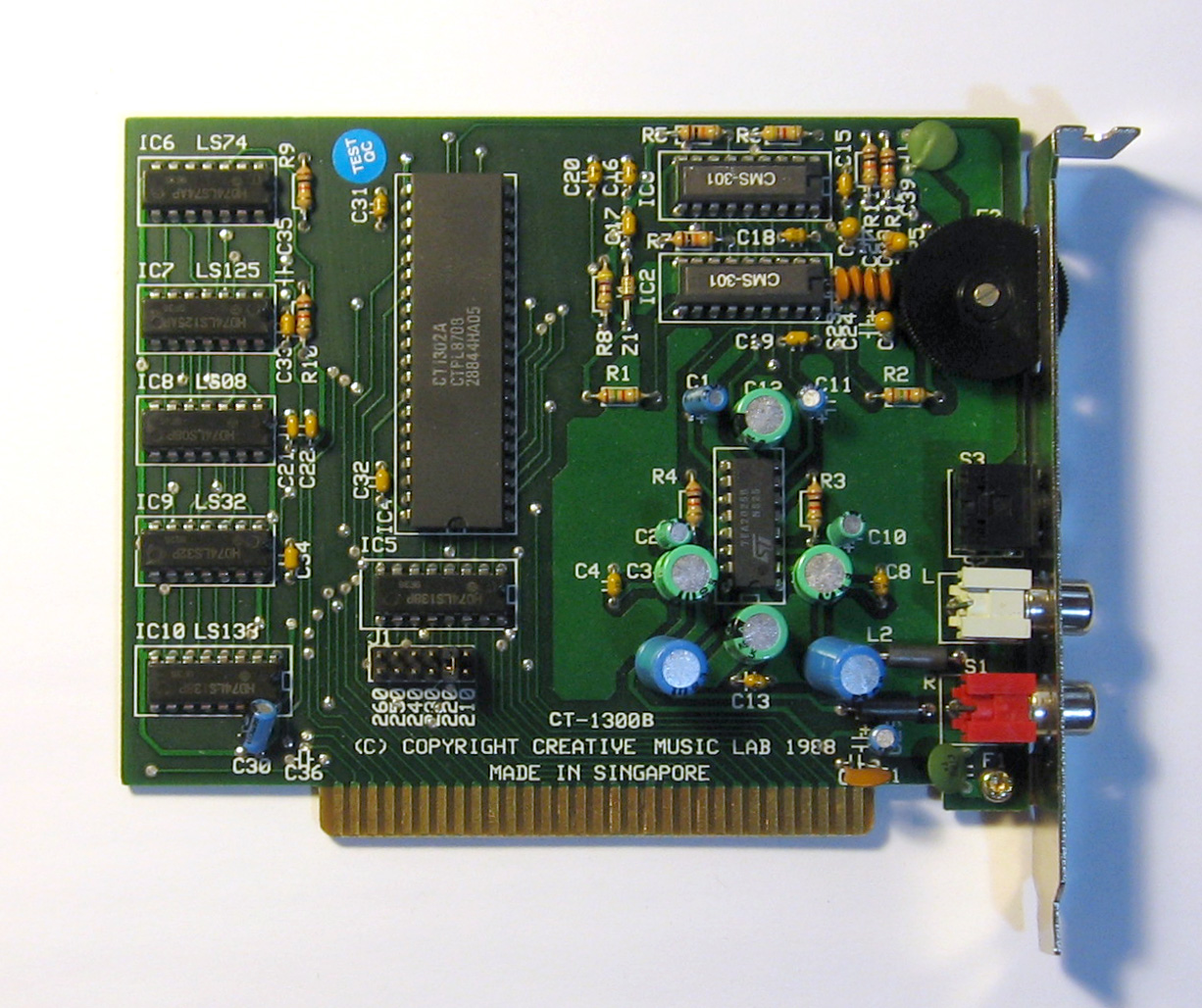
Creative Music System (CT1300B). Die beiden Philips-Chips tragen die Fantasie-Bezeichnung CMS-301.

Der Vorgänger des Sound Blasters nannte sich Creative Music System (CM/S) und erschien im August 1987. Die Steckkarte für die XT-Bus-Architektur (retronym auch 8-Bit-ISA) war mit zwei Philips-SAA1099-Soundchips bestückt, die zusammen eine zwölfstimmige Frequenzmodulations-Synthese in Rechteckschwingung ausgeben konnten.
Im deutschsprachigen Raum wurde das CM/S von Markt+Technik vertrieben und kostete in der Bundesrepublik etwa 400 DM (Geldwert heute rund 395 Euro). In den Vereinigten Staaten wurde das Gerät ab 1988 bei RadioShack unter dem Namen Game Blaster mit unveränderter Hardware angeboten.
Aufgrund seiner einzigartigen Architektur mussten Softwareentwickler ihre Programme speziell an das CM/S anpassen, was den Erfolg des Geräts einschränkte.

### Sound Blaster (1989)

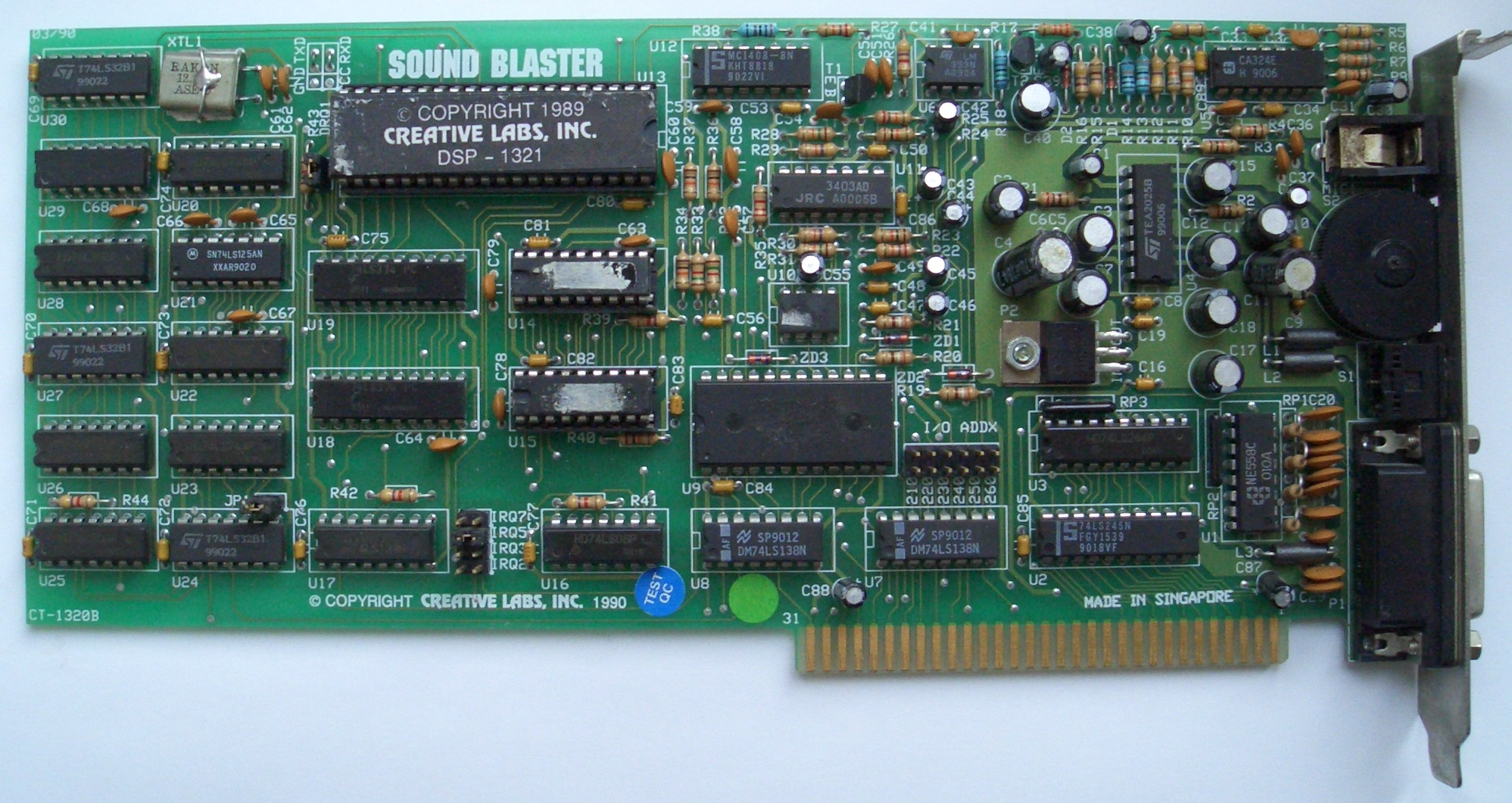
Soundblaster 1.0 (CT1320B), XT-Bus (8-Bit)

Im November 1989 brachte Creative den ersten Sound Blaster auf den Markt. Als Soundchip wurde nun der Yamaha YM3812 (besser bekannt als „Yamaha OPL2“) verbaut. Dies hatte einen bestimmten Grund: Marktführer bei den Soundkarten für IBM-kompatible PCs war zu dieser Zeit die Firma Ad Lib mit ihrem gleichnamigen Produkt. Auch dieses war mit dem OPL2-Chip bestückt. Creative gelang es, eine zu Ad Lib kompatible Karte zu präsentieren, die in Sachen FM-Synthese gleichwertig zum Marktführer und billiger in der Produktion war sowie einige Vorteile besaß, die die Ad Lib nicht bieten konnte.
Der „Digital Sound Processor“ des Sound Blaster – eigentlich ein Intel-MCS-51-Mikrocontroller – gab ihm die Möglichkeit, zusätzlich zur FM-Synthese eine Puls-Code-Modulation mit einer Samplingtiefe von 8 Bit und einer Abtastrate von 22,05 kHz zu verarbeiten. Dies bot Spieleherstellern zusätzliche Möglichkeiten, verschiedene Klänge umzusetzen. Der Sound Blaster verfügte zudem über einen Gameport, über den wahlweise ein zusätzliches Eingabegerät, wie ein Joystick oder ein Gamepad, oder ein MIDI-Instrument angeschlossen werden konnte. Frühe Karten dieses Modells verfügten zwecks Abwärtskompatibilität zusätzlich noch über die Philips-Soundchips des CM/S. Ab 1990 wurden diese ersatzlos weggelassen.
Creative wurde mit dem Sound Blaster innerhalb kurzer Zeit zum Marktführer. Ad Lib gelang es nicht, rechtzeitig einen gleichwertigen Nachfolger für seine Soundkarte auf den Markt zu bringen, und musste sein Geschäft 1992 einstellen.
Die Entwicklung des Sound Blaster ging indes weiter. Die Revision 2.0 erhielt einen verbesserten Direct Memory Access, die Abtastrate wurde auf 44 kHz erhöht und das Gerät wurde erstmals kompatibel zu Windows 3.x. Außerdem wurde mit dem Sound Blaster MCV eine spezielle Version für die Micro Channel Architecture der IBM Personal System/2-Computer veröffentlicht.

### Sound Blaster Pro (1991)

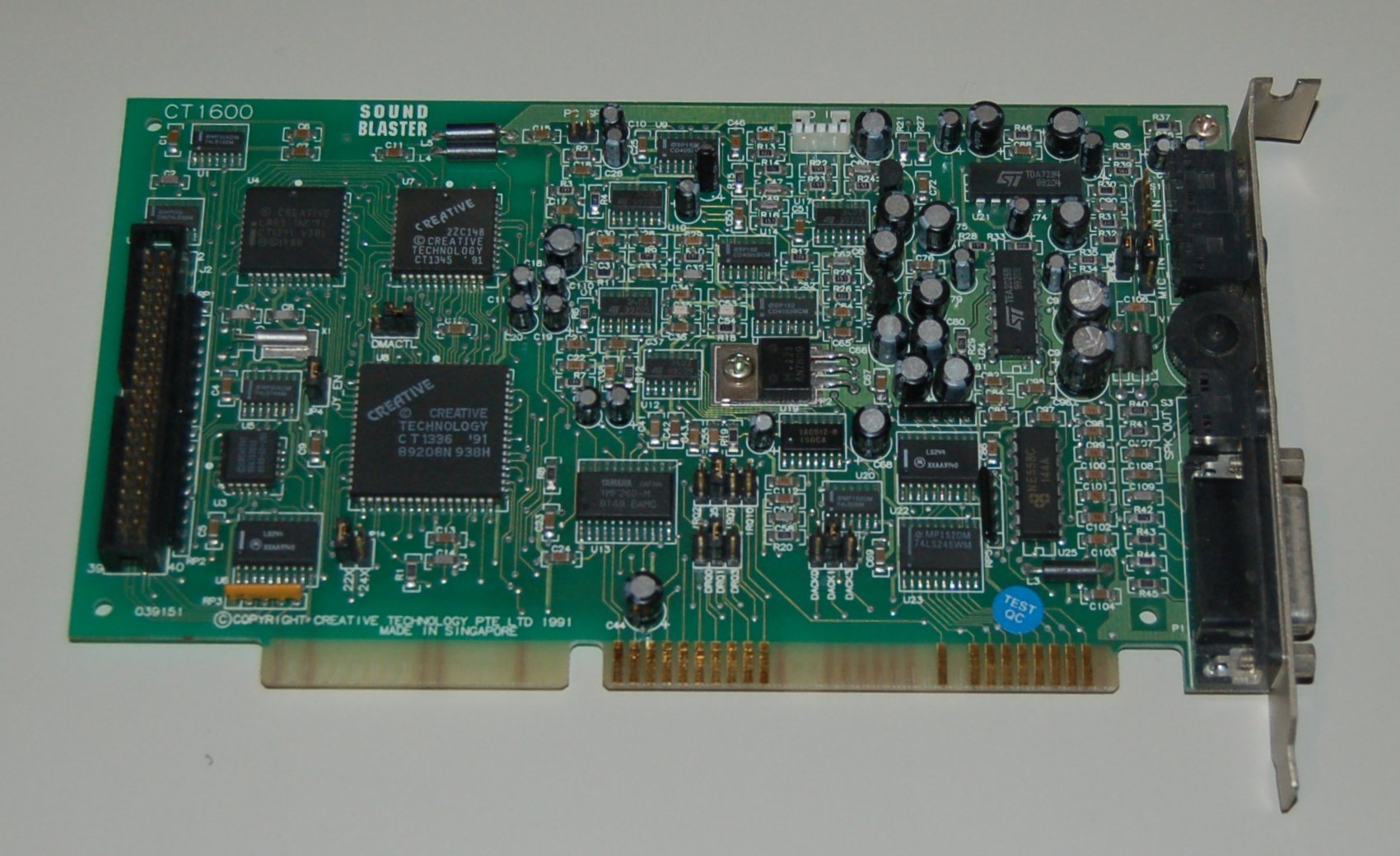
Sound Blaster Pro (CT1600), nun ISA-Bus (16-Bit)

Der im Mai 1991 angekündigte Sound Blaster Pro war die erste bedeutende Neuentwicklung des Geräts. Die Abtastrate wurde auf 22,05 kHz stereo bzw. 44,1 kHz mono erhöht, womit erstmals Stereoton möglich war. Zudem wurden ein Hochpass- und ein Tiefpass-Filter nachgerüstet, die Verzerrungen bei besonders hohen und tiefen Frequenzen vorbeugen sollten. Als Soundchip dienten zunächst zwei YM3812- bzw. OPL2-Schaltkreise, je einer pro Kanal. Auf der Leiterplatte fand sich zudem auch eine Schnittstelle für den Anschluss von CD-ROM-Laufwerken, mangels Standardisierung beschränkt auf solche, die mit Panasonic-Laufwerken kompatibel waren.
Noch im selben Jahr fand der Produktionswechsel hin zum Sound Blaster Pro 2 statt. Größter Unterschied zum Vorgänger war der Einsatz des weiterentwickelten Yamaha-Soundchips YMF262 (OPL3). Des Weiteren wurden verschiedene Versionen mit unterschiedlichen CD-ROM-Schnittstellen angeboten. Des Weiteren blieben die technischen Daten des Geräts weitgehend gleich.

### Sound Blaster 16 (1992)
Mit dem Sound Blaster 16 erschien 1992 eine neue Karte, die mit einer Auflösung von 16 Bit, auch Samplingtiefe genannt, und einer Abtastrate von 44,1 kHz die Qualität von CD Digital Audio erreichte. Der Sound Blaster 16 war das absatzstärkste Modell der Reihe und wurde in zahlreichen Varianten gebaut.
Der erste Sound Blaster 16 verwendete weiterhin den YMF262-(OPL3-)Soundchip von Yamaha. Neu war der zusätzliche „Creative Sound Chip“ (CSP) getaufte Schaltkreis, ein ST18932 von SGS-Thomson, der zusätzlich Raumklang-Effekt mittels QSound, Sprachsynthese und PCM-Komprimierung ermöglichte. In der Praxis wurden diese Möglichkeiten von Softwareherstellern aber selten genutzt. Die Karte wurde als vollständig Sound-Blaster-Pro-kompatibel beworben – tatsächlich konnten die Geräte im Sound-Blaster-Pro-Modus wegen eines Entwicklungsfehlers aber nur in Monophonie ausgeben. Es gab Versionen mit CD-ROM-Schnittstellen für Panasonic-, Sony- und Mitsumi-Laufwerke (als Variante „MCD“ auch für alle drei zusammen), später auch mit Schnittstellen für Philips-LMS-Laufwerke sowie einem Host-Bus-Adapter von Adaptec für SCSI-Geräte.

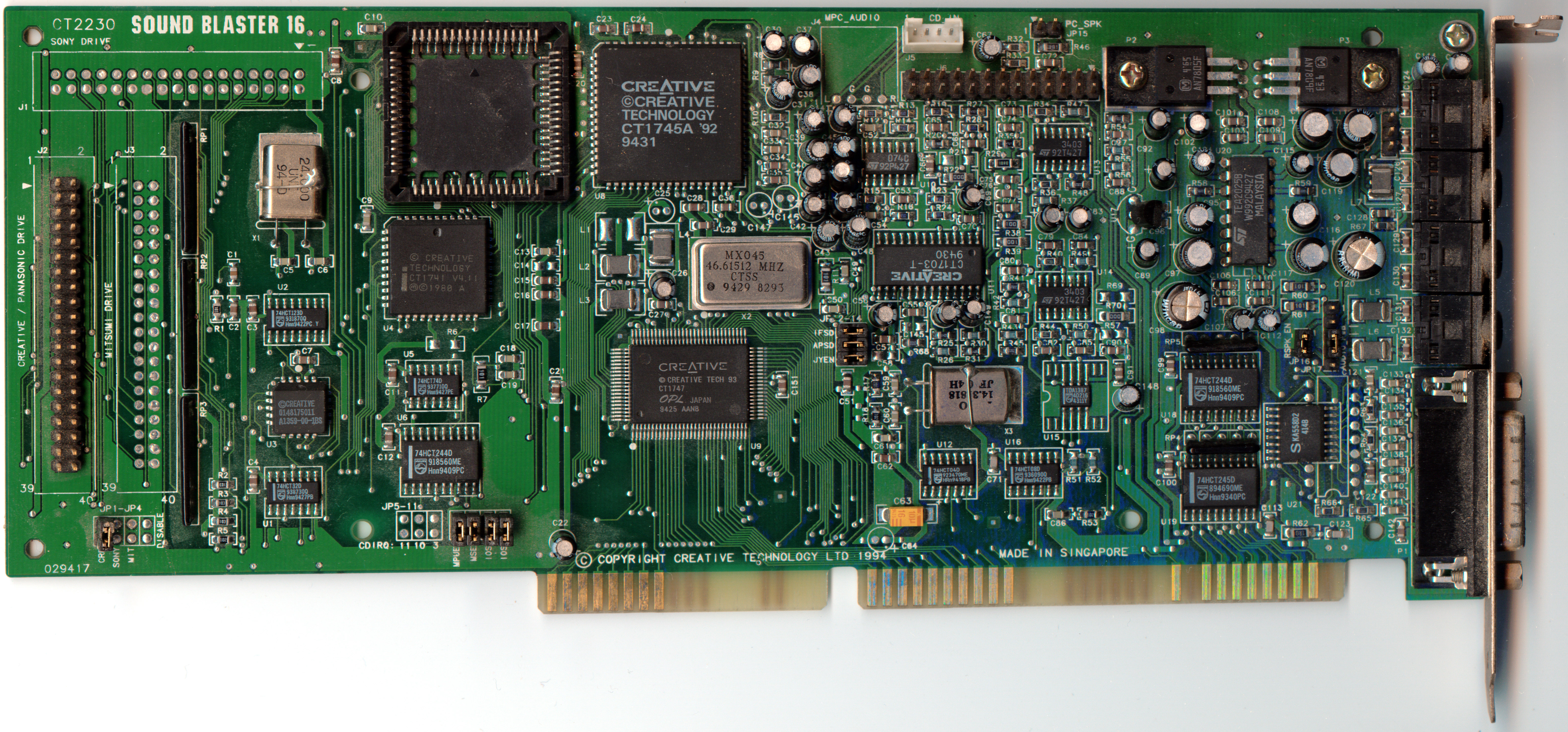
Sound Blaster 16, 2. Generation (CT2230)

Die zweite Generation des Sound Blaster 16, die ab 1994 gebaut wurde, setzte erstmals auf einen Soundchip aus Eigenbau, den CT1747, der zwar voll OPL3-kompatibel war, aber nicht ganz die Klangqualität von Yamaha erreichte. Einige Revisionen dieses Chips hatten zudem den Fehler, dass einzelne Noten „hängenblieben“ und fälschlich weitergespielt wurden. Spätere Revisionen behoben diesen Fehler. Erfolgreicher war die Integrierung der Schnittstelle für eine daughter card zur Wavetable-Synthese. Hierbei wird, wie von Keyboards bekannt, der Klang eines Instruments als Waveform (Wellenform) hinterlegt und muss nicht, wie bei der FM-Synthese durch den Soundchip selbst generiert werden. Creative selbst bot zwei dieser Wavetable-Module, den Wave Blaster und den Wave Blaster II, an. Andere Hersteller, wie Yamaha und Roland entwickelten dazu eigene, zum Teil überlegene, Karten. Ab 1995 wurde der Sound Blaster 16 mit Schnittstellen nach dem neuen ATAPI-Standard ausgerüstet, der die vorherigen proprietären CD-ROM-Anschlüsse nach und nach überflüssig machte.

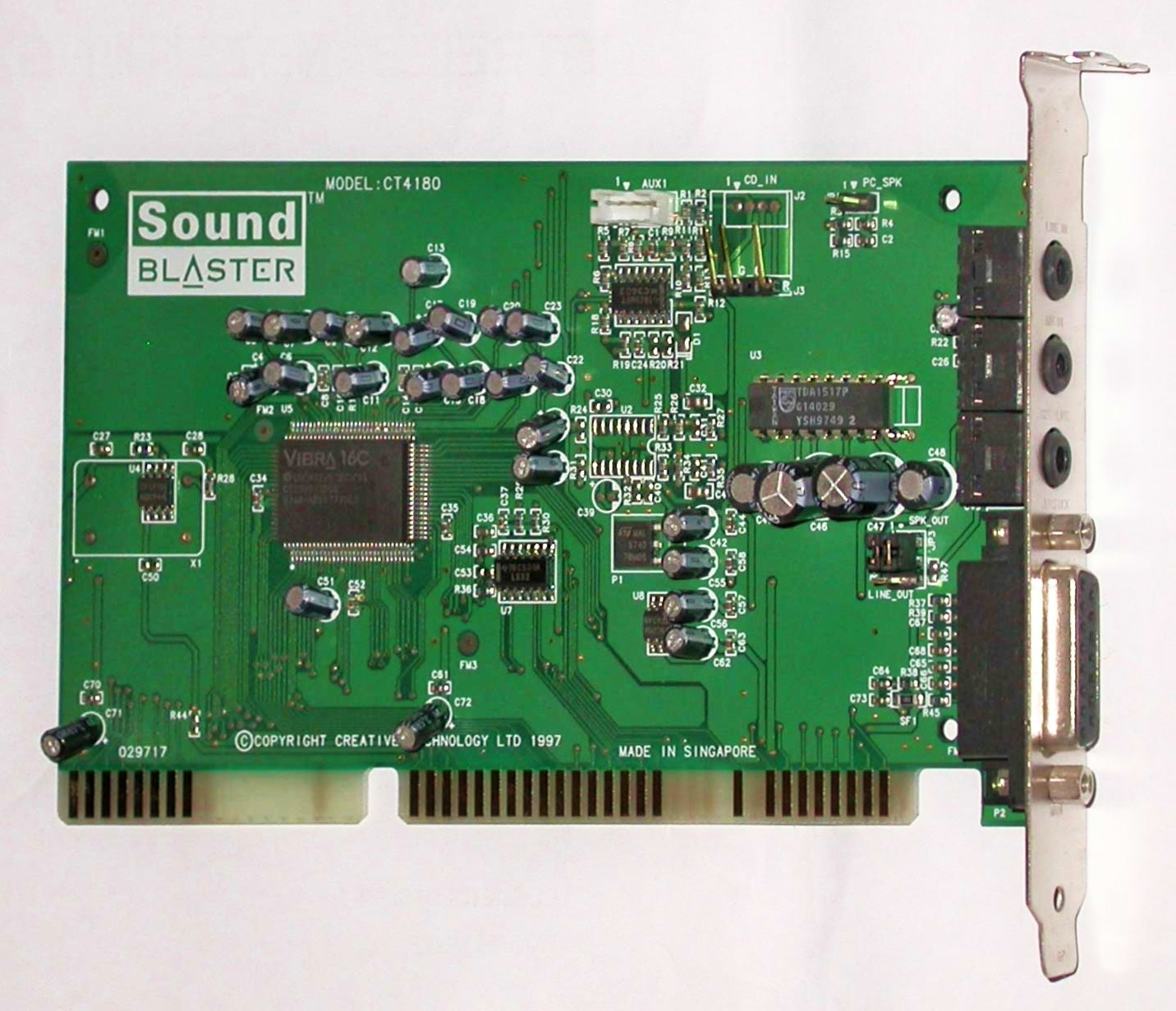
Sound Blaster ViBRA 16 (CT4180)

Im Jahr 1995 erschien die dritte Generation der Soundkarte unter dem Namen Sound Blaster 16 Pro. Hauptunterschied war der Einsatz des weiterentwickelten Soundchips CT1978, die Geräte waren vom Funktionsumfang grundsätzlich gleich zu ihren Vorgängern. Erstmals wurde vollständig auf Jumper zur Gerätekonfiguration verzichtet. Sie waren dadurch vollständig Plug-and-Play-fähig.
Als Einsteigermodell und als Angebot für Erstausrüster veröffentlichte Creative die ViBRA-Reihe, deren Modelle nur zum Teil unter der Marke Sound Blaster liefen. Kernstück dieser Karten war der ViBRA-Soundchip, entwickelt von der kürzlich zuvor von Creative erworbenen Forma E-mu Systems, der auch den Host-Bus-Adapter, Mischer und Codec integrierte. Anstelle von OPL kam hier eine CQM (Creative Quadratic Modulation) getaufte FM-Synthese zum Einsatz, die aber qualitätsmäßig nicht mit der Yamaha-Technik mithalten konnte. Diese Geräte hatten auch keine Schnittstellen für CD-ROM-Laufwerke. Zwischen 1994 und 1997 wurden mehrere Versionen dieser Karte mit unterschiedlichen ViBRA-Soundchips produziert.

### Sound Blaster AWE32 (1994)
Die Sound Blaster AWE32 bot erstmals einen programmierbaren Wavetable-Synthesizer gleich auf der Karte selbst. Dadurch belegte sie fast die maximal erlaubte Baulänge für ISA-Karten im Rechner. Als Synthesizer diente ein EMU8000-Chip von E-mu Systems. Über zwei Steckplätze konnte das Wavetable-RAM nahezu beliebig mit kostengünstigen SIMM-Modulen erweitert werden. Weitreichende Sysex-Befehle und MIDI-Control-Daten ermöglichen sogar eine Steuerung der AWE direkt über den Sequenzer. Ein mitgelieferter umfangreicher Editor (Soundblaster Vienna) erlaubt auch die Erstellung von eigenen Wavetables.

## Bedeutung
Der im 1981 vorgestellten IBM PC eingebaute Lautsprecher war nur zu einfachen Grundtönen, dem „Piepen“, fähig. Als PC-Lautsprecher wurde er in allen IBM-PC-Kompatiblen übernommen. Doch gerade bei Spieleplattformen ist die Audiowiedergabe für Geräusche und Musik sehr wichtig und viele Heimcomputer der 1980er Jahre waren in diesem Bezug dem „PC“ als Plattform weit voraus. Eine erste Abhilfe dagegen wollte Creative Labs mit dem Game Blaster schaffen. Stattdessen setzte sich jedoch das Konkurrenzprodukt AdLib von 1987 durch, eine Soundkarte, die den OPL2-Soundchip für die FM-Synthese nutzt, denn AdLib wurde von vielen DOS-Spielen Ende der 1980er unterstützt. Mit dem Sound Blaster schaffte Creative Labs schließlich den Durchbruch und wurde in den 1990er Jahren zum De-facto-Standard bei PC-Spielen, u. a. auch, weil der Sound Blaster selbst ebenfalls AdLib-kompatibel war.
Ein großer Vorteil war die Möglichkeit des Speicherdirektzugriffs (engl. Direct Memory Access, DMA). Dabei holt sich der digitale Signalprozessor die Audiodaten selbstständig, d. h. ohne Unterstützung durch den Hauptprozessor, aus dem Arbeitsspeicher des Rechners. Dabei muss der Zentralprozessor die Tonausgabe lediglich anstoßen, indem er dem Signalprozessor mitteilt, wo sich die Audiodaten im Arbeitsspeicher befinden. Danach muss nur dafür gesorgt werden, dass dem Signalprozessor dort auch permanent eine ausreichende Menge an Audiodaten zur Verfügung steht. Um das sicherzustellen, hat der Signalprozessor die Möglichkeit, einen Interrupt auszulösen, bevor die Audiodaten zur Neige gehen. Das ist auch der Grund, warum Soundkarten einen IRQ-Kanal beanspruchen. Auf diese Anforderung hin kann der Hauptprozessor neue Audiodaten in den Arbeitsspeicher nachladen und dem Signalprozessor mitteilen, wo sich diese befinden. Für die kontinuierliche Ausgabe von Audiodaten kann sich dieser Vorgang beliebig oft wiederholen, ohne den Hauptprozessor übermäßig zu belasten.
Viele NoName-Hersteller alternative PC-Soundkarten waren bald gezwungen, Sound-Blaster-kompatibel zu sein, da sich ein weiterer Standard auf dem Markt aufgrund mangelnder Softwareunterstützung nicht hätte behaupten können. So gut wie alle DOS-Spiele der 1990er Jahre unterstützen eine der oben gelisteten Sound-Baster-Karten direkt. Nur wenige Produkte anderer Hersteller, etwa die Gravis Ultrasound und die „Pro Audio Spectrum“-Reihe (PAS) von MediaVision oder, im teureren professionellen Segment, die Roland MT-32, trotzten diesem Trend, und wurden von einigen Spielen und Programmen ebenfalls unterstützt.
Erst als MS-DOS als Plattform seine Bedeutung verlor, spielte auch der Sound-Blaster-Standard keine Rolle mehr, denn mit dem Erfolg des MS-DOS-Nachfolgers Windows fiel dessen Notwendigkeit System-bedingt weg. Beginnend mit Windows 3.x wurde eine Audio-Programmierschnittstelle (API), die Windows Multimedia API, eingeführt. Moderne Betriebssysteme bieten stabile Schnittstellen, sodass es für den Hersteller einer Soundkarte nur noch wesentlich ist, einen Gerätetreiber für das jeweilige Betriebssystem bereitzustellen. Mit dem großen Erfolg von Windows 95 setzte sich schließlich DirectSound bzw. DirectX als Standard-API durch.
Da DOS eine Audio-API fehlt, bleibt die Sound-Blaster-Unterstützung für MS-DOS-Retrogaming, sowohl auf realer Hardware als auch der zugehörigen virtuellen Plattform, eine wesentliche Voraussetzung. Beispielsweise ist in DOSBox die für PC-Spiele wesentliche Sound-Blaster-Emulation enthalten. Auf Retrocomputing ausgelegte Emulatoren für die PC-Plattform, beispielsweise 86Box, können historische Sound-Blaster-Modelle sogar vollständig emulieren. Die meisten PC-Emulatoren emulieren einen Sound Blaster 16, beispielsweise QEMU und VirtualBox, dessen Kompatibilität für die Masse der DOS-Programme vollkommen ausreicht.

## Modelle

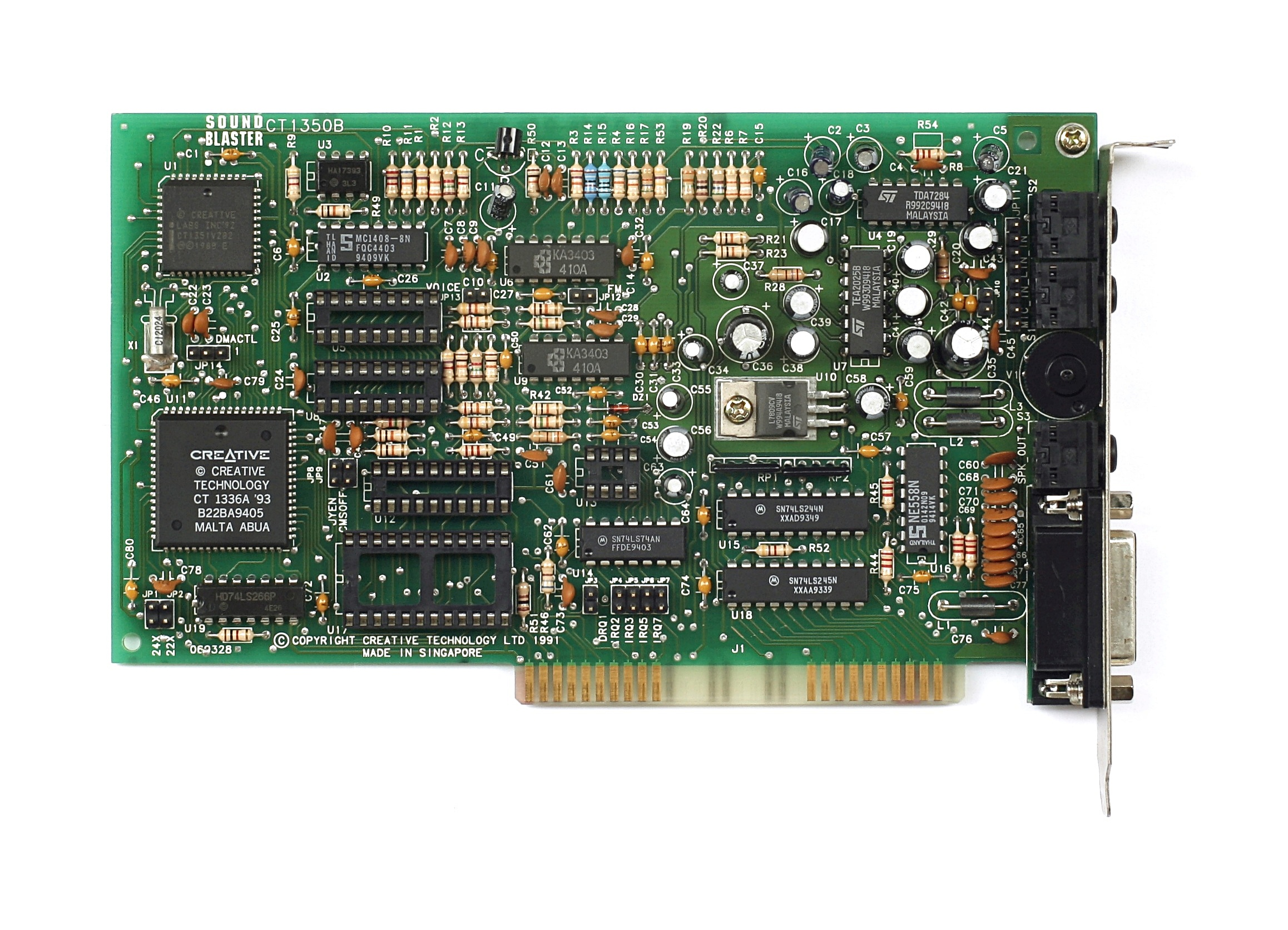
Sound Blaster 2.0 von 1991, XT-Bus

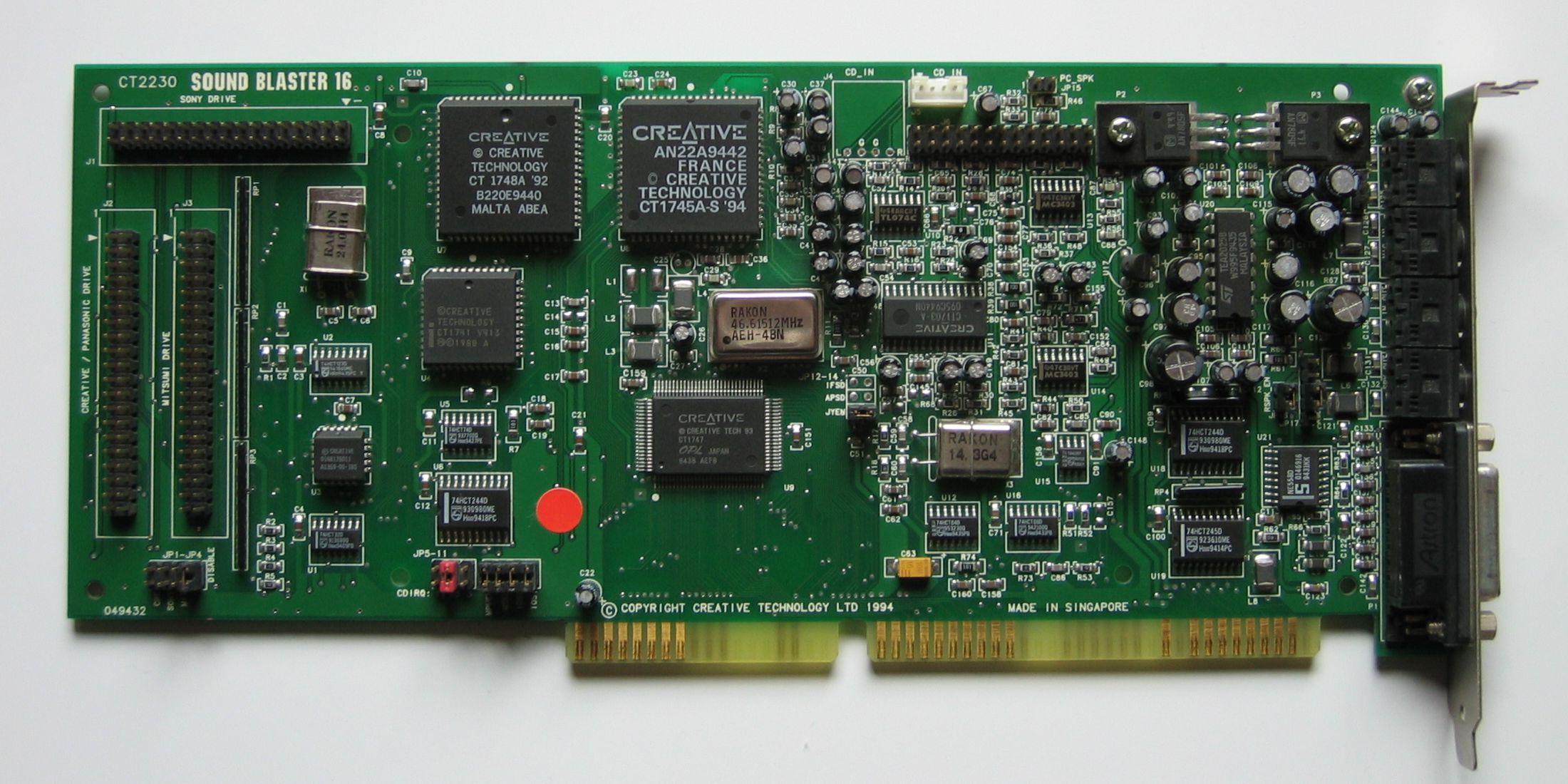
Soundblaster 16 MCD ASP von 1994, ISA-Bus

Wichtige Serien mit einigen Modellen in chronologischer Reihenfolge, die für den Erfolg des Sound-Blasters verantwortlich waren:
- Game Blaster, ursprünglich Creative Music System (kurz „C/MS“ oder „CMS“) (CT1300, CT1300B)
- Sound Blaster 1.0 (CT1310, CT1320A, CT1320B)[6]
- Sound Blaster 1.5 (CT1320C, CT1320U)
- Sound Blaster 2.0 (CT1350)
- Sound Blaster Pro (CT1330)
- Sound Blaster Pro 2 (CT1600, CT1610, CT1620, CT1690, CT2600)
- Sound Blaster 16 (verschiedene Modelle, ISA und PCI)
- Sound Blaster 32/AWE 32/AWE 64 (verschiedene Modelle, ISA und PCI)
- Sound Blaster 128 (verschiedene Modelle, u. a.: Vibra, CT4810, CT5803)
- Sound Blaster Live! 128/512/1024/Player/Value/5.1/24-bit
- Sound Blaster Audigy mit Audigy 2, 2 ZS und 4 Pro
- Sound Blaster X-Fi (XtremeAudio/XtremeMusic/Platinum/Fatal1ty FPS/Elite Pro/XtremeGamer Fatal1ty Professional Series/XtremeGamer)
- Sound Blaster X-Fi Titanium/Titanium Fatal1ty Pro/Titanium Fatal1ty Champion
- Sound Blaster X-Fi Titanium HD
- Sound Blaster Recon3D Professional/Fatal1ty/Fatal1ty Champion
- Sound Blaster Z/Zx/ZxR
- Sound Blaster AE-5/AE-5 Plus/AE-7/AE-9

Die ersten Soundkarten wurden über den XT-Bus und den ISA-Bus betrieben. Ab dem Sound Blaster 16 gab es dann auch Modelle für den PCI-Bus und in späterer Folge für USB und für PCI Express. Für Notebooks gibt es ein Modell für den PCMCIA-Slot und eines für ExpressCard. Bei den meisten Modellen gab bzw. gibt es verschiedene Varianten, die sich an verschiedene Anwendergruppen richten. Karten für den ISA-Bus enthielten häufig auch eine zusätzliche IDE-Schnittstelle zum Anschluss eines CD-ROM-Laufwerks.
Heute stellt die Sound-Blaster-Serie eine Reihe von Soundkarten für den mittleren und oberen Anwenderbereich dar, der von der aktuellen X-Fi-Serie komplett abgedeckt werden kann.
Dedizierte Soundkarten, wie z. B. die Sound Blaster X-Fi Xtreme Audio tragen zur Verbesserung des Klanges gegenüber typischen Onboard-Soundchips bei. Zudem sind Modelle erhältlich, die für spezielle Anwendungsbereiche wie Computerspiele (Xtreme Gamer), Musikbearbeitung (Xtreme Elite Pro) oder für das Musikhören und die DVD-Wiedergabe (Xtreme Music) optimiert sind. Einige Modelle besitzen eine Frontblende, über die noch zusätzliche Geräte angeschlossen werden können. Für professionelle Anwendungen existieren eine Reihe von Produkten der Tochtergesellschaft E-mu Systems.
Zum Lieferumfang der Karten gehören, abgesehen von den ersten Modellen, die vor Windows auf den Markt kamen, Treiber für Windows, in früheren Zeiten auch für MS-DOS. Linux bietet seit Kernel 2.6 Unterstützung für die meisten Karten, wobei in einigen Fällen nicht alle Funktionen genutzt werden können. Für ältere Kernelversionen sind die Treiber separat im ALSA-Projekt verfügbar.

## USB-Audiogeräte
- Sound Blaster X-Fi GO! Pro

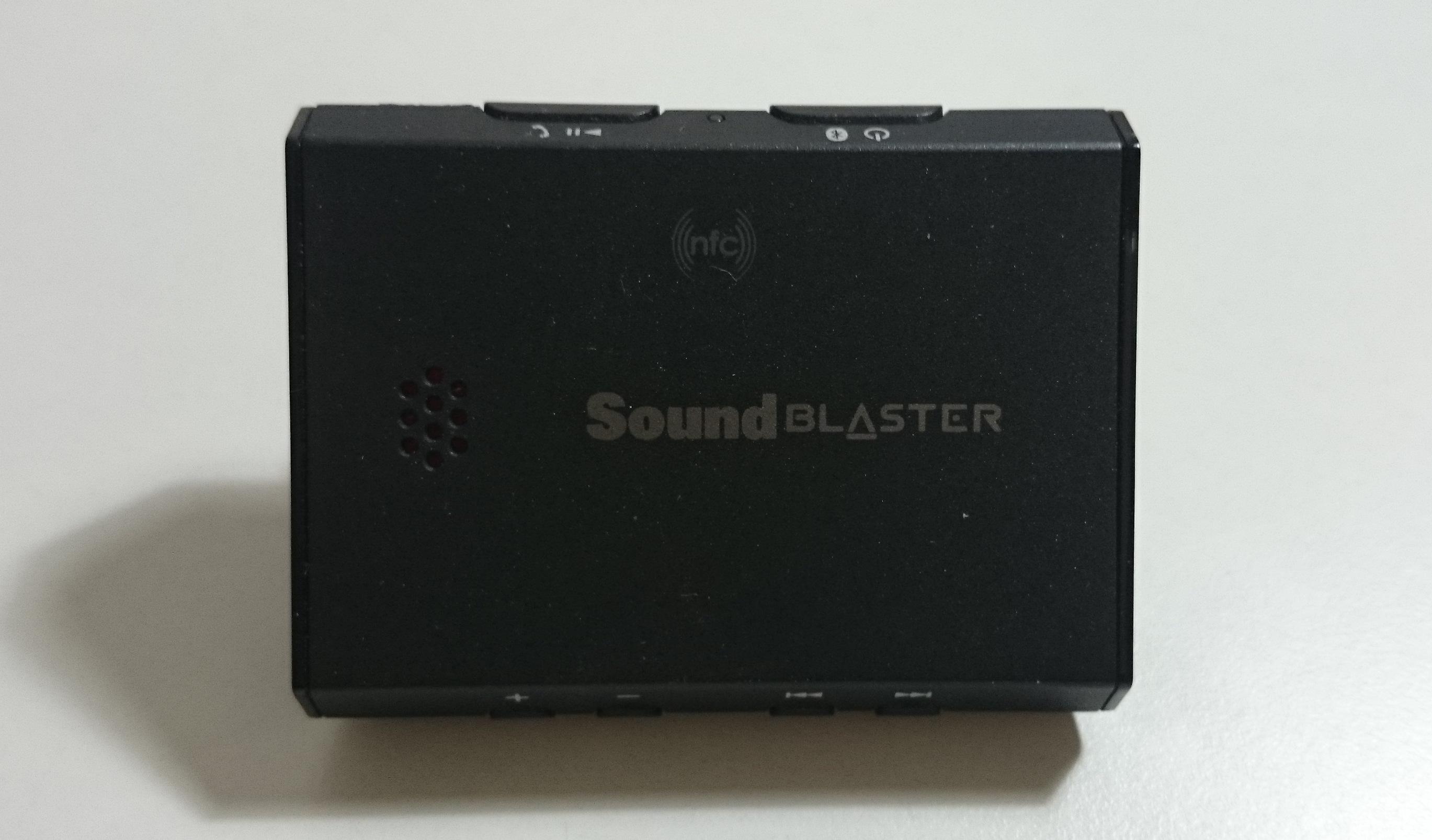
Sound Blaster E3

- Sound Blaster X-Fi Surround 5.1 Pro
- Sound Blaster X-Fi HD / Digital Music Premium HD
- Sound BlasterAxx SBX 8 / SBX 10 / SBX 20
- Sound Blaster Play! 2
- Sound Blaster Omni Surround 5.1
- Sound Blaster R3
- Sound BlasterAxx AXX 200
- Sound Blaster Roar
- Sound Blaster Roar 2
- Sound Blaster Roar Pro
- Sound Blaster E1 / E3 / E5
- Sound Blaster X7
- Sound Blaster JAM
- Sound Blaster FRee